# Холльфельд
Холльфельд (нем. Hollfeld) — город и городская община  в Германии, в Республике Бавария. 
Подчинён административному округу Верхняя Франкония. Входит в состав района Байройт. Подчиняется управлению Хольфельд.  Население составляет 5103 человека (на 31 декабря 2010 года). Занимает площадь 80,65 км². Официальный код  —  09 4 72 154. Местные регистрационные номера транспортных средств (коды автомобильных номеров) (нем. Kraftfahrzeugkennzeichen) — BT.

## Население
По оценке на 31 декабря 2015 года население общины Холльфельд составляет 5107 чел. 

| Дата      | 1840 | 1871 | 1900 | 1925 | 1939 | 1950 | 1961 | 1970 | 1987 | 2011 |
| --------- | ---- | ---- | ---- | ---- | ---- | ---- | ---- | ---- | ---- | ---- |
| Население | 4093 | 4175 | 3875 | 4027 | 3892 | 5347 | 4895 | 5319 | 5111 | 5218 |

| Год       | 1960 | 1970 | 1980 | 1990 | 2000 | 2009 | 2010 | 2011 | 2012 | 2013 | 2014 | 2015 |
| --------- | ---- | ---- | ---- | ---- | ---- | ---- | ---- | ---- | ---- | ---- | ---- | ---- |
| Население | 5010 | 5340 | 4993 | 5108 | 5352 | 5148 | 5103 | 5226 | 5232 | 5180 | 5141 | 5107 |

## Фотогалерея

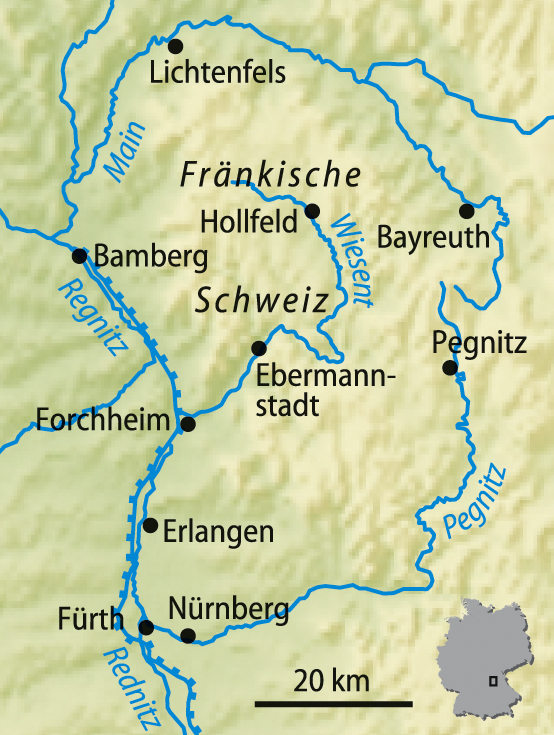
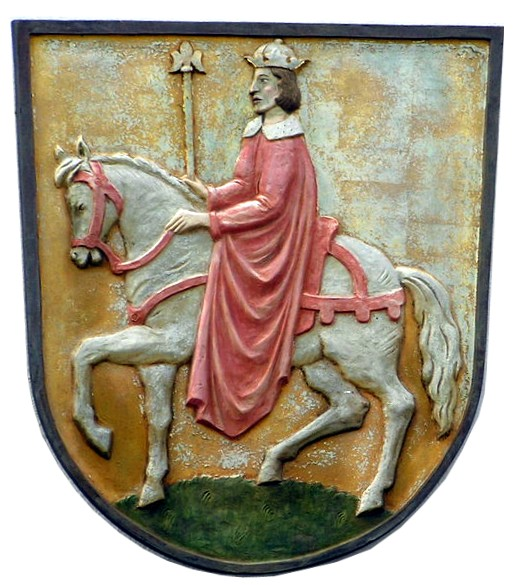
Ратуша
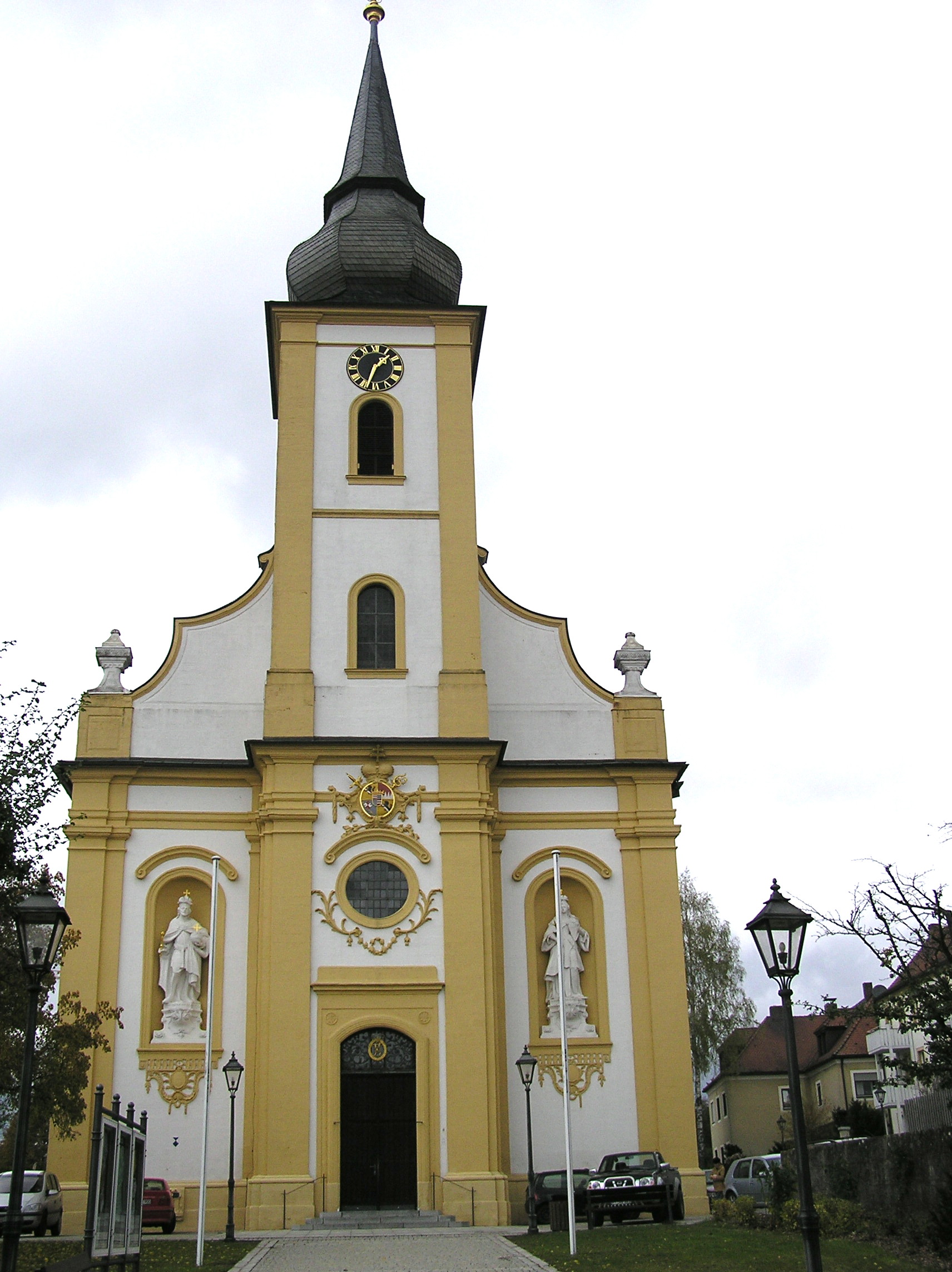